# Fraai franjekelkje
Het fraai franjekelkje (Lachnum mollissimum) is een schimmel behorend tot de familie Lachnaceae. Het leeft saprotroof op dode stengels van schermbloemigen (Umbelliferae), eventueel andere kruiden, in voedselrijke biotopen.

## Kenmerken
De vruchtlichamen zijn kelkvormig met een diameter tot 2 mm. Ze zijn van binnen witachtig tot bleek vleeskleurig, bleker dan het zwavelgeel franjekelkje. Bij droogte wordt de buitenkant van het vruchtlichaam geelbruin.
De ascosporen zijn glad, zonder guttules en hebben een lengte van 13-15 µm.

## Verspreiding
In Nederland komt het fraai franjekelkje vrij zeldzaam voor. Het staat niet op de rode lijst en is niet bedreigd.